# Henry Bankes

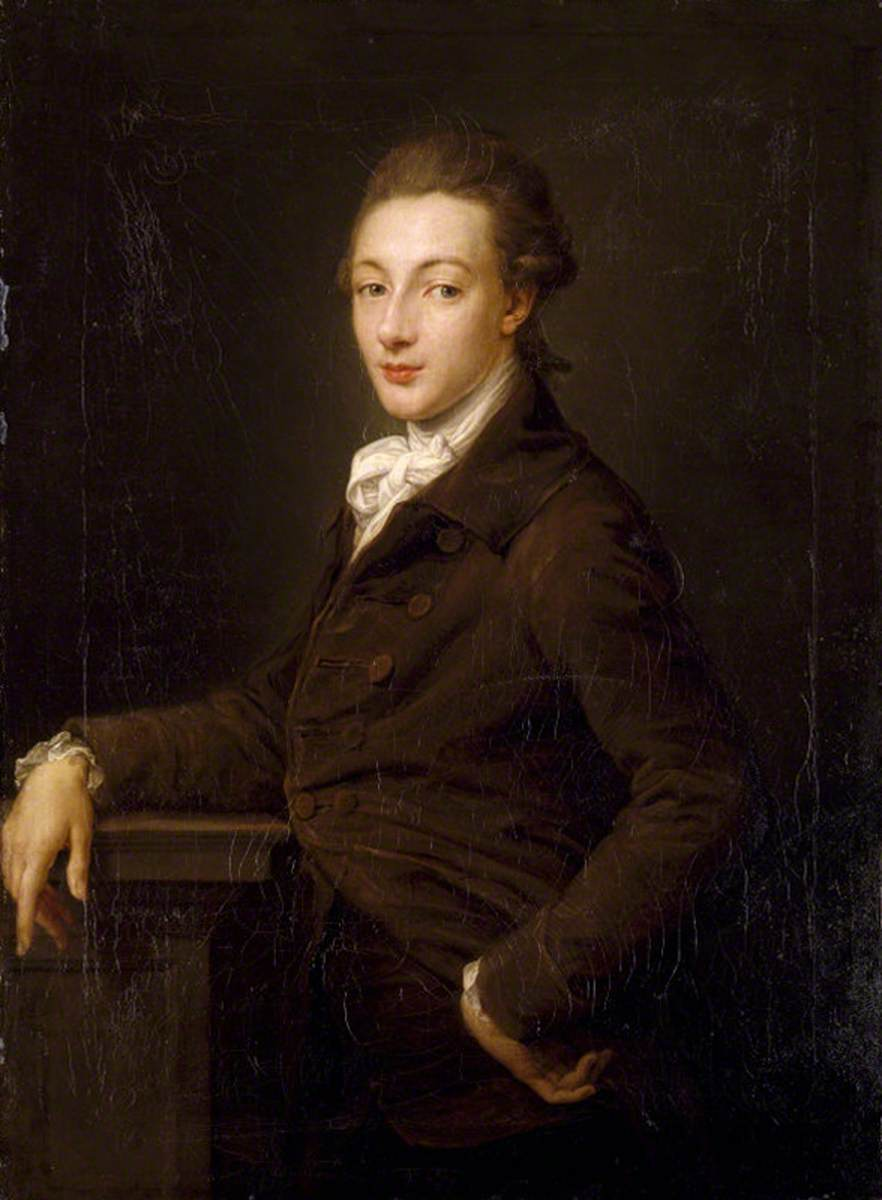
Pompeo Batoni: Henry Bankes; 1779

Henry Bankes (* 1757; † 17. Dezember 1834 in Tregothnan, Cornwall) war ein englischer Politiker und Autor.

## Leben

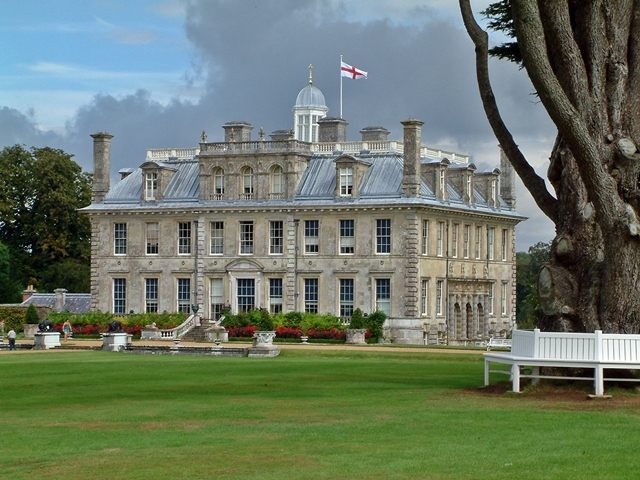
Kingston Lacy

Henry Bankes besuchte die Westminster School in London und studierte Jura am Trinity College in Cambridge, wo er seinen Abschluss als B.A. im Jahr 1778 und M.A. im Jahr 1781 machte.
1776 erbte er das Gut Kingston Lacy von seinem Vater. 1778 unternahm er eine Grand Tour auf den Kontinent, besuchte Vicenza, Mantua, Parma, Bologna und schließlich Rom, wo er 1779 sein Porträt von Pompeo Batoni anfertigen ließ. In Rom freundete er sich mit den Architekten John Soane und Robert Furze Brettingham (1750–1820) an, den er später für die Umbauarbeiten an Kingston Hall engagierte.
Vonn 1780 bis 1826 war Bankes Parlamentsabgeordneter für den Bezirk Corfe Castle. Im letzten Jahr wurde er für die Grafschaft Dorset gewählt und bei den allgemeinen Wahlen im selben Jahr wiedergewählt, aber nach einem harten Wahlkampf im Jahr 1830 abgelehnt. Er gehörte der Partei der Tory an. Er war ein früher Anhänger von William Pitt, unterstützte zwar grundsätzlich dessen Politik, bewahrte aber seine Unabhängigkeit.  Er nahm an fast jeder Debatte aktiv, aber nicht führend teil und kümmerte sich um alle parlamentarischen Aufgaben.
Der Enclosure Act von 1784 ermöglichte es Bankes, seinen Privatbesitz von öffentlichem Grund (Commons) abzugrenzen. Dadurch konnte er um das derzeitige Anwesen die Parkanlage von Kingston Hall anlegen. Für den englischen Landschaftsgarten wurde der Weiler Kingston, der sich neben der Keeper’s Lodge aus dem 16. Jahrhundert befand, zerstört und die Blandford Road (heute B 3082) umgeleitet. In den 1820er Jahren nahm er weitere geringfügige Änderungen vor.
Er war Treuhänder des British Museum und setzte sich für dessen Interessen im Parlament ein.
Bankes starb am 17. Dezember 1834 in Tregothnan, Cornwall, und wurde in Wimborne Minster beigesetzt.

## Familie
Bankes war der einzige überlebende Sohn von Henry Bankes und der Urenkel von Sir John Bankes, Oberster Richter am Court of Common Pleas in der Zeit von Charles I.
Am 11. August 1784 heiratete er Frances, die Tochter von William Woodley, Gouverneur der Inseln unter dem Winde. Er hinterließ eine große Familie. Sein zweiter Sohn war William John Bankes, sein dritter war George Bankes. Seine Tochter Anne Frances heiratete Edward Boscawen, 1. Earl of Falmouth. Sein ältester Sohn William John Bankes folgte ihm nach und nahm Kingston Lacy in Besitz.

## Schriften
- The civil and constitutional history of Rome, from its foundation to the age of Augustus. London, Murray 1818.